# Tour Down Under 2010
12. edycja Tour Down Under odbyła się w dniach 19–24 stycznia 2010 roku. Trasa tego australijskiego, sześcioetapowego wyścigu liczyła 794 km. Wyścig rozpoczął się w Clare. Meta zaplanowana została w Adelaide. Był to pierwszy wyścig należący do cyklu UCI ProTour 2010. Jedyny Polak startujący w wyścigu Maciej Paterski zajął 101. miejsce, zaś wśród młodzieżowców zajął 32. miejsce.

## Etapy
| Etap | Data        | Start – meta             | Długość [km] | Zwycięzca etapu        | Lider         |
| 1.   | 19 stycznia | Clare – Tanunda          | 141          | André Greipel          | André Greipel |
| 2.   | 20 stycznia | Gawler – Hahndorf        | 133          | André Greipel          | André Greipel |
| 3.   | 21 stycznia | Unley – Stirling         | 132,5        | Manuel António Cardoso | André Greipel |
| 4.   | 22 stycznia | Norwood – Goolwa         | 149,5        | André Greipel          | André Greipel |
| 5.   | 23 stycznia | Snapper Point – Willunga | 148          | Luis León Sánchez      | André Greipel |
| 6.   | 24 stycznia | Adelaide                 | 90           | Christopher Sutton     | André Greipel |

## Klasyfikacja generalna
| Poz. | Zawodnik          | Drużyna            | Czas        |
| ---- | ----------------- | ------------------ | ----------- |
| 1    | André Greipel     | Team Columbia      | 18h 47' 05" |
| 2    | Luis León Sánchez | Caisse d’Epargne   | + 11"       |
| 3    | Greg Henderson    | Team Sky           | + 15"       |
| 4    | Robbie McEwen     | Katusha            | + 17"       |
| 5    | Luke Roberts      | Milram             | + 17"       |
| 5    | Graeme Brown      | Rabobank           | + 17"       |
| 6    | Cadel Evans       | BMC Racing Team    | + 21"       |
| 7    | Eduard Worganow   | Katusha            | + 25"       |
| 8    | Jurgen Roelandts  | Omega Pharma-Lotto | + 26"       |